# Rock Lake, Manitoba
Rock Lake är en sjö i Kanada.   Den ligger i provinsen Manitoba, i den sydöstra delen av landet, 1 800 km väster om huvudstaden Ottawa. Rock Lake ligger 403 meter över havet. Arean är 16,6 kvadratkilometer. Den sträcker sig 4,4 kilometer i nord-sydlig riktning, och 13,2 kilometer i öst-västlig riktning.
Trakten runt Rock Lake består till största delen av jordbruksmark. Trakten runt Rock Lake är nära nog obefolkad, med mindre än två invånare per kvadratkilometer.